# Agripa Furi Medul·lí
Agrippa Furi Medul·lí (en llatí Agrippa Furius Medullinus) va ser un magistrat romà. Formava part de la gens Fúria, i era de la branca familiar dels Medul·lí, d'origen patrici.
Va ser elegit cònsol l'any 446 aC juntament amb Titus Quinti Capitolí Barbat. Va fer campanya contra els volscs i els eques en la batalla de Corbione i va protestar per la injusta decisió de la cúria de Roma respecte d'una franja de terra reclamada per Ardea i per Arícia. Va ser l'únic que portava el praenomen Agrippa de la família, degut segurament a algun accident al moment de néixer, ja que segons Aule Gel·li, Plini i Solinus, el nom significava "naixement, on la criatura es presenta primer amb els peus".